# Pierre de Montaut
Pierre Edmond Louis Marie de Montaut (ur. 27 czerwca 1892 w Oloron-Sainte-Marie, zm. 18 sierpnia 1947 w Bajonnie) – francuski żeglarz, olimpijczyk.
W regatach rozegranych podczas Letnich Igrzysk Olimpijskich 1936 wystąpił w klasie Star zajmując 7. pozycję. Załogę jachtu Fada tworzył również Jean-Jacques Herbulot.